# Almanacco universale del Gran Pescatore di Chiaravalle
Almanacco universale del Gran Pescatore di Chiaravalle è un almanacco contenente informazioni su sagre, fiere, computo ecclesiastico, feste mobili, curiosità varie legate per lo più al mondo della campagna, fasi lunari, vini, agricoltura tradizionale e biologica, tariffe varie, astrologia, cabala del lotto e zodiaco.
È uno dei più antichi in quanto fondato nel 1750 a Pavia, dal 1770 continuato a Tortona.
È pubblicato annualmente in varie edizioni che differiscono l'una dall'altra per il territorio italiano considerato.

## Elenco pubblicazioni aggiornato al 2012
| Edizione | Territorio                                          | Anno dalla fondazione dell'edizione |
| -------- | --------------------------------------------------- | ----------------------------------- |
| 1        | Piemonte, Liguria e Valle d'Aosta                   | 263                                 |
| 2        | Lombardia                                           | 26                                  |
| 3        | Trentino-Alto Adige, Veneto e Friuli-Venezia Giulia | 19                                  |
| 4        | Emilia-Romagna                                      | 19                                  |
| 5        | Toscana e Umbria                                    | 17                                  |
| 6        | Lazio                                               | 12                                  |
| 7        | Marche, Abruzzo e Molise                            | 11                                  |
| 8        | Puglia e Basilicata                                 | 9                                   |
| 9        | Campania e Sardegna                                 | 3                                   |
| 10       | Sicilia e Calabria                                  | 2                                   |

## Sommario della edizione 1 anno 263 dalla fondazione

### Dati utili
- Curiosità: giorno Giuliano
- Inizio delle stagioni
- Computo ecclesiastico (Epatta, Ciclo solare, Indizione Romana, Lettera domenicale, Numero d'oro, Lettera del martirologio)
- Eclissi per l'anno 2012 (TMEC-TU)
- Feste mobili per l'anno 2012
- Giorni festivi (a tutti gli effetti civili)
- Feste nazionali
- Perigei - Apogei della Luna 2012 (TMEC)
- Sorgere e tramontare del sole e della luna
- Prontuario delle principali tariffe
- Calendario 2012

### Regione Piemonte
- Notizie utili
- Numeri utili
- Torino: manifestazioni ed esposizioni
- Mercati giornalieri di Torino
- Fiere e sagre
- Mercati giornalieri del Piemonte

### Regione Liguria
- Notizie utili
- Numeri utili
- Genova: manifestazioni ed esposizioni
- Mercati giornalieri di Genova
- Fiere e sagre
- Mercati giornalieri della Liguria

### Regione Valle d'Aosta
- Notizie utili
- Numeri utili
- Informazioni accoglienza turistica
- Fiere e sagre
- Mercati giornalieri della Valle d'Aosta

### Varie informazioni
- Il calendario del 2012
- Magia dei cognomi
- Magia dei nomi
- Un'idea regalo
- Offerta ai lettori
- Novità editoriali
- Dei vini (imbottigliamento)

### Astrologia - Astronomia - Cabala del Lotto - Oroscopo - Zodiaco
- Voci della cabala